# Hafen Rosedale
Der Hafen Rosedale (Port of Rosedale) ist ein öffentlicher Handelshafen bei Flussmeile 584 am Unterlauf des Mississippi Rivers im Nordwesten des US-Bundesstaats Mississippi. Die ab 1978 eröffneten Binnenhafenanlagen liegen etwa drei Kilometer südlich der Kleinstadt Rosedale und werden von der gemeinsam durch die Stadt und das Bolivar County gehaltenen Rosedale-Bolivar County Port Commission betrieben.

## Geschichte
Seit dem frühen 19. Jahrhundert wird der Mississippi für die kommerzielle Schifffahrt genutzt. Viele Orte entlang des Stroms entstanden und wuchsen maßgeblich aufgrund der durch den Fluss ermöglichten Transport- und Handelsmöglichkeiten. Auch Rosedale und Riverton entwickelten sich aus Anlegestellen, wobei das südlich von Rosedale in einer Flussschleife gelegene Riverton Mitte des 19. Jahrhunderts zunächst der größere Ort war. Die Abkürzung der Flussschleife im Jahr 1863 und die damit veränderten Strömungsverhältnisse führten jedoch schrittweise dazu, dass Riverton an einem Altwasser lag, nicht mehr vor Schiffen erreicht werden konnte und schließlich bis Anfang des 20. Jahrhunderts verlassen wurde.
In Rosedale spielte die Schifffahrt im 20. Jahrhundert durch die Konkurrenz des Eisenbahn- und Straßenverkehrs sowie die gestiegenen Anforderungen an Hafenanlagen keine Rolle mehr. Um die wirtschaftliche Entwicklung der verarmten Region im Nordwesten des Bundesstaats Mississippi zu fördern, wurde jedoch Anfang der 1970er-Jahre mit der Planung eines Binnenhafens begonnen. Als Standort wurde die Wüstung Riverton und ein Teil des weitgehend verlandeten Altwassers ausgewählt. Die Stadt Rosedale und das Bolivar County gründeten die Rosedale-Bolivar County Port Commission als Betreibergesellschaft.
1977 und 1978 wurde unter Beteiligung des United States Army Corps of Engineers ein rund vier Kilometer langer Kanal ausgehoben, der vom früheren Riverton Richtung Südosten zum Mississippi führt. An der nördlichen Hälfte des Kanals wurden auf dessen Ostseite Kais und Anlagen für den Schüttgutumschlag errichtet. Eine Straßenanbindung wurde an den nahegelegenen Mississippi Highway 1 hergestellt. Der mit dem Namen Log Loader Chute versehene Kanal und die ersten Hafenanlagen wurden 1978 eröffnet, die vollständige Inbetriebnahme erfolgte 1984. Zur Anbindung das Bahnnetz übernahm der Hafenbetreiber 1981 die zur Stilllegung vorgesehene Bahnstrecke nach von Rosedale nach Greenville. Als Bahnbetreiber wurde die Great River Railroad gegründet.
Nutzer der Hafenanlagen sind neben einem im Hafen ansässigen Stahlhandel vor allem Landhandelsbetriebe. Über den Hafen werden in der Region angebaute Produkte wie Sojabohnen versandt und Betriebsmittel wie Dünger empfangen. 2010 wurden 1.452.391 Tonnen Güter umgeschlagen, 2014 etwa 1,5 Millionen Tonnen.